# Gößnitz (Türingia)
Gößnitz település Németországban, azon belül Türingiában. Lakosainak száma 3459 fő (2023. december 31.).

## Népesség
A település népességének változása:
| Lakosok száma | 3403 | 3398 | 3427 | 3433 | 3459 |
|               | 2017 | 2019 | 2021 | 2022 | 2023 |